# هيري سيتياوان
هيري سيتياوان دوي كاهيونو (بالإندونيسية: Heri Setiawan)‏ (ولد في 15 سبتمبر 1987 في كلاتن، إندونيسيا) هو لاعب كرة ريشة بحريني.

## الإنجازات

### التحديات والسلسلات الدولية
فردي رجال
| السنة | البطولة       | الخصم        | التسجيل      | النتيجة |
| ----- | ------------- | ------------ | ------------ | ------- |
| 2012  | سوريا الدولية | علي شاهوسيني | 21-14, 21-19 | فائز    |

زوجي رجال
| السنة | البطولة         | الزميل                  | الخصمان                           | التسجيل             | النتيجة |
| ----- | --------------- | ----------------------- | --------------------------------- | ------------------- | ------- |
| 2014  | البحرين الدولية | إبراهيم جعفر السيد جعفر | محمد حفيفي هاشم محمد حفيظي هاشم   | 21-19, 20-22, 19-21 | وصيف    |
| 2010  | سوريا الدولية   | إبراهيم جعفر السيد جعفر | كاشف سلهري رضوان عزام             | 18-21, 18-21        | وصيف    |
| 2009  | البحرين الدولية | إبراهيم جعفر السيد جعفر | أنيش أنيفا كانانغاياث ساناف توماس | 16-21, 14-21        | وصيف    |

زوجي مختلط
| السنة | البطولة              | الزميل       | الخصمان                            | التسجيل             | النتيجة |
| ----- | -------------------- | ------------ | ---------------------------------- | ------------------- | ------- |
| 2014  | البحرين الدولية      | ريحانة سوندر | ديفيد أوبيرنوستيرر إليزابيث بالدوف | 13-21, 14-21        | وصيف    |
| 2012  | تحدي البحرين الدولية | ريحانة سوندر | تانفير غيل موهيتا سهديف            | 11-21, 21-17, 14-21 | وصيف    |

  بطولات تحدي دولية
  بطولات تسلسلية دولية
  بطولات تسلسلية مستقبلية

## روابط خارجية
- هيري سيتياوان على موقع BWF.tournamentsoftware.com (الإنجليزية)
- هيري سيتياوان على موقع BWFbadminton.com (الإنجليزية)